# SWI/SNF
SWI/SNF (från eng. (SWItch/Sucrose NonFermentable)) är ett enzymkomplex bestående av enzymerna SWI och SNF. Detta är ett av flera enzymsystem som har till funktion att utföra kromatinremodellering för att reglera genuttrycket av olika gener, genom att göra kromatinstrukturen mer lucker eller kondenserad.
SWI/SNF-komplexet kan förskjuta nukleosomer på DNA:t och därmed blottas DNA-sekvenser som kan transkriberas, alternativt kan histondeacetylaser eller andra histonmodifierande enzymer binda in som påverkar kromatinstrukturen över större områden.
Det blottade DNA:t kan därefter binda in aktivatorer eller binda direkt till mediatorkomplexet eller någon generell transkriptionsfaktor, vilket intierar transkription av genen.